# Marius Mautner Markhof
Marius Mautner Markhof (* 10. März 1928 in Wien; † 3. März 2005 ebenda) war ein österreichischer Bankier, Unternehmer aus der Familie Mautner Markhof und Sportfunktionär.

## Leben
Mautner Markhof besuchte nach der Volksschule das Gymnasium Stubenbastei, sodann kriegsbedingt das Bundesgymnasium und Bundesrealgymnasium Franklinstraße 21 in Wien-Floridsdorf und legte dort die Matura ab. Nach Kriegsende war er im Mautner Markhof’schen Betrieb Floridsdorf der Brauerei Schwechat beschäftigt und studierte gleichzeitig Wirtschaftswissenschaften an der Hochschule für Welthandel in Wien und danach an der Universität Innsbruck, wo er 1957 zum Doktor promovierte. Von 1952 bis 1954 war er im Auftrag der Brauerei Schwechat in Brasilien am Neubau der „Cervejaria Vienense“ (heute ein Teil des Brau-Unternehmens Ambev) beteiligt. In der Folge wurde er Prokurist einer Mineralöl-Handelsgesellschaft (Danubiol GmbH) in Salzburg und persönlich haftender Gesellschafter im „Bankhaus Pinschof & Co.“ in Wien (später „Breisach-Pinschof-Schoeller-Bank“, heute aufgegangen in der Schoellerbank) und der „Intertrade-Warenverkehrs-Gesellschaft“. Als aktiver Sportler, später Sportfunktionär und internationaler Schiedsrichter war er vor allem im Rudersport (seit 1942 beim Ersten Wiener Ruderclub LIA) und seit 1960 auch im Trabrennsport tätig. Unter anderem war er von 1962 bis 1993 Präsident des Wiener Trabersportklubs, von 1989 bis 1993 Präsident und dann bis 2005 Ehrenpräsident der FEGAT („Féderation Européenne des Gentlemen et Cavalières du Trot“). Von 1967 bis 1987 Präsident des Wiener Regattavereins. Am UNESCO-Forschungsinstitut „Mediacult“ (Internationales Forschungsinstitut für Medien, Kommunikation und Kulturelle Entwicklung) war er gemeinsam mit Kurt Blaukopf 1964 an dessen Gründung beteiligt. Mautner Markhof war Gründungsmitglied und von 1993 bis 2005 Präsident der Gesellschaft Freunde der Spanischen Hofreitschule.
Gemeinsam mit Robert von Schoeller war er 1947 Gründungsmitglied der „Jugendsektion“ der Industriellenvereinigung „Junge Industrie“. 1990 gehörte er mit Hans Landesmann und Peter Turrini zum Komitee von Gründungsmitgliedern der Neuen Oper Wien.
Mautner Markhof war auch im Aufsichtsrat der Brau AG sowie Gesellschafter der St. Georg Verwaltungs- und Beteiligungs-KG innerhalb des Mautner-Markhof-Konzerns.
Marius Mautner Markhof war mit Christine Mautner Markhof, der Nichte des Rektors der Technischen Hochschule Wien Emil Artmann und Tochter des Architekten Paul Artmann, verheiratet und hat einen Sohn. Er wurde am Wiener Zentralfriedhof bestattet.

## Auszeichnungen
- Goldenes Ehrenzeichen für Verdienste um die Republik Österreich[10]
- Goldenes Ehrenzeichen für Verdienste um das Land Wien
- Sportehrenzeichen der Stadt Wien
- brasilianischer Nationaler Orden vom Kreuz des Südens (1932) im Range eines Offiziers